# Metodisme

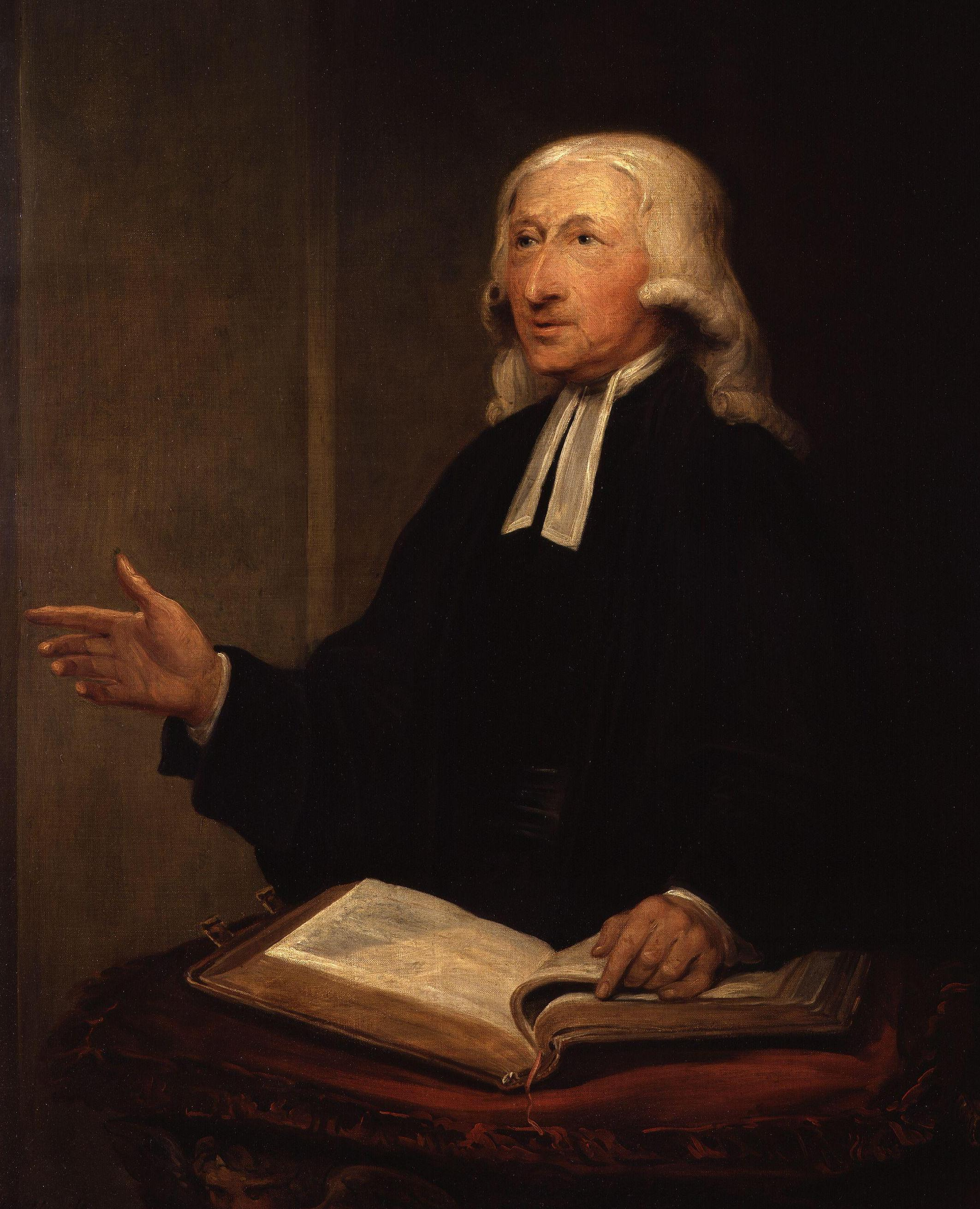
John Wesley

El metodisme és una de les denominacions del cristianisme protestant que es va a originar a Anglaterra, en un moviment anomenat Avivament Metodista, dirigit pel bisbe anglicà John Wesley i el seu germà Charles Wesley, en el segle xviii. Aquest moviment s'enfocava en l'estudi de la Bíblia, i en viure la vida cristiana. Teòricament, el moviment va estar acompanyat de manifestacions de sanitat i del poder de l'Esperit Sant. El terme metodista va ser un nom pejoratiu, utilitzat a la Universitat d'Oxford, per referir-se al grup d'estudiants que promovien el moviment i que es reunien cada setmana, dejunaven regularment, s'abstenien de les diversions i els luxes, i visitaven els pobres, els malalts i els presos. De fet, el moviment metodista s'ha caracteritzat al llarg de la història per la seva èmfasi en el servei, ja que la salvació i la santedat han d'incloure les missions i el servei; i l'amor a Déu està enllaçat a l'amor al proïsme, a la passió per la justícia i la renovació de la vida al món.
Els metodistes van reaccionar en contra de l'apatia de l'Església d'Anglaterra, i van ser reconeguts (i criticats) per les seves predicacions fora dels temples, els seus sermons entusiastes, i la seva èmfasi en el nou naixement, justificació per la fe i la dependència constant de l'Esperit Sant. La intenció original de Wesley era reformar i romandre dintre de l'Església d'Anglaterra. Poc després de la independència dels Estats Units, l'Església d'Anglaterra va refusar ordenar ministres nord-americans. Wesley va enviar a Thomas Coke com superintendent del moviment metodista estranger, però, atès que no era bisbe, la decisió va originar problemes amb l'Església d'Anglaterra. Ell, i altres líders, van formar l'Església Metodista, però Wesley va ser reconegut com a sacerdot anglicà fins a la seva mort.
Les primeres comunitats metodistes van aparèixer a Catalunya en 1871 després de la Revolució de 1868 en ser autoritzat per Joan Prim i Prats la prèdica lliure de l'Evangeli.

## Orígens
El renaixement metodista va començar a Anglaterra amb un grup d'homes, entre els quals John Wesley (1703–1791) i el seu germà petit Charles (1707–1788), com a moviment dins de l'Església d'Anglaterra al segle xviii. Els germans Wesley van fundar el Holy Club a la Universitat d'Oxford, on John va ser membre i més tard professor al Lincoln College. El club es reunia setmanalment i es van dedicar sistemàticament a viure una vida santa. Estaven acostumats a rebre la comunió cada setmana, dejunar regularment, abstenir-se de la majoria de formes d'entreteniment i luxe, i visitar freqüentment els malalts, els pobres i els presoners. La fraternitat va ser titllada de metodista pels seus companys estudiants per la manera com utilitzaven la regla i el mètode en els seus assumptes religiosos.
El 1735, per invitació del fundador de la colònia de Geòrgia, el general James Oglethorpe, tant John com Charles Wesley van partir cap a Amèrica per ser ministres dels colons i missioners dels nadius americans. Sense èxit en la seva tasca, els germans van tornar a Anglaterra conscients de la seva manca de fe cristiana genuïna. Van buscar ajuda de Peter Boehler i altres membres de l’Església Moraviana. En un servei moravià a Aldersgate el 24 de maig de 1738, John va experimentar el que s'ha anomenat la seva conversió evangèlica, quan va sentir que el seu cor s'escalfava estranyament. Registra al seu diari: Vaig sentir que confiava en Crist, només en Crist, per a la salvació; i em van donar la seguretat que Ell havia tret els meus pecats, fins i tot els meus, i m'havia salvat de la llei del pecat i la mort. Charles havia informat d'una experiència similar uns dies abans. Considerant aquest un moment crucial, Daniel L. Burnett escriu: «La importància de l'experiència d'Aldersgate de [John] Wesley és monumental... Sense ella, els noms de Wesley i el metodisme probablement no serien més que notes a peu de pàgina obscures a les pàgines de la història de l'església.»
Els germans Wesley van començar immediatament a predicar la salvació per la fe a individus i grups, en cases, en societats religioses i en les poques esglésies que no havien tancat les portes als predicadors evangèlics. John Wesley va rebre la influència del teòleg neerlandès Jacobus Arminius (1560–1609). Arminius havia rebutjat l'ensenyament calvinista que Déu havia predestinat un nombre escollit de persones a la felicitat eterna mentre que d'altres perien eternament. Per contra, George Whitefield (1714–1770), Howell Harris (1714–1773) i Selina Hastings, comtessa de Huntingdon (1707–1791) eren notables per ser metodistes calvinistes.

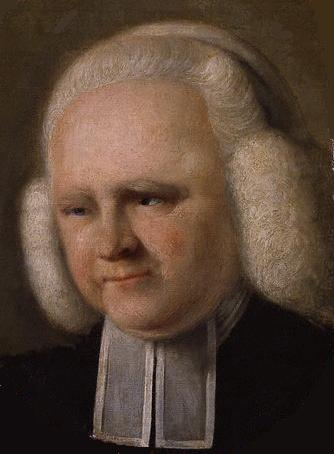
George Whitefield

En tornar de la seva missió a Geòrgia, George Whitefield es va unir als germans Wesley en el que s'estava convertint ràpidament en una croada nacional. Whitefield, que havia estat company d'estudis dels Wesley i membre destacat del Holy Club d'Oxford, es va fer conegut pel seu ministeri itinerant poc ortodox, en què es va dedicar a la predicació a l'aire lliure. – arribant a multituds de milers. Un pas clau en el desenvolupament del ministeri de John Wesley va ser, com Whitefield, predicar en camps, mines de carbó i cementiris a aquells que no assistien regularment als serveis de l'església parroquial. En conseqüència, molts conversos metodistes eren aquells desconnectats de l'Església d'Anglaterra; Wesley va seguir sent un clergue de l'Església Establerta i va insistir que els metodistes assistissin a la seva església parroquial local, així com a les reunions metodistes, perquè només un ministre ordenat podia dur a terme els sagraments del Baptisme i la Sagrada Comunió.
Davant de les creixents responsabilitats evangelitzadores i pastorals, Wesley i Whitefield van nomenar predicadors i líders laics. Els predicadors metodistes es van centrar especialment en evangelitzar persones que havien estat negligides per l'Església d'Anglaterra establerta. Wesley i els seus predicadors ajudants van organitzar els nous conversos en societats metodistes. Aquestes societats es dividien en grups anomenats classes. – reunions íntimes on s'animava les persones a confessar els seus pecats els uns als altres i a edificar-se mútuament. També participaven en festes d'amor que permetien compartir testimonis, una característica clau del metodisme primerenc. El creixement numèric i l'hostilitat creixent van imprimir als conversos un profund sentit de la seva identitat corporativa. Tres ensenyaments que els metodistes veien com el fonament de la fe cristiana eren:
1. Totes les persones, per naturalesa, moren en pecat.
2. Són justificats només per la fe.
3. La fe produeix santedat interior i exterior.[15]

Les habilitats organitzatives de Wesley aviat el van establir com el principal líder del moviment. Whitefield era calvinista, mentre que Wesley era un opositor declarat de la doctrina de la predestinació. Wesley argumentava (en contra de la doctrina calvinista) que els cristians podien gaudir d'una segona benedicció. – santificació completa (perfecció cristiana) en aquesta vida: estimar Déu i els seus veïns, mansuetud i humilitat de cor i abstenir-se de tota aparença de mal. Aquestes diferències van posar en dificultats l'aliança entre Whitefield i Wesley, i Wesley es va tornar hostil envers Whitefield, que abans havia tingut relacions estretes. Whitefield va suplicar constantment a Wesley que no deixés que les diferències teològiques trenquessin la seva amistat i, amb el temps, la seva amistat es va restaurar, tot i que molts dels seguidors de Whitefield ho van veure com un compromís doctrinal.
Molts clergues de l'església establerta temien que les noves doctrines promulgades pels metodistes, com ara la necessitat d'un nou naixement per a la salvació –  La primera obra de la gràcia, de la justificació per la fe i de l'acció constant i sostinguda de l’Esperit Sant sobre l'ànima del creient, produiria efectes negatius sobre les ments febles. Theophilus Evans, un dels primers crítics del moviment, fins i tot va escriure que era «la tendència natural del seu comportament, en veu, gestos i expressions horribles, tornar boja la gent». En un dels seus gravats, William Hogarth també va atacar els metodistes com a entusiastes plens de credulitat, superstició i fanatisme . Altres atacs contra els metodistes van ser físicament violents. –  Wesley gairebé va ser assassinat per una multitud a Wednesbury el 1743. Els metodistes van respondre enèrgicament a les seves crítiques i van prosperar malgrat els atacs contra ells.

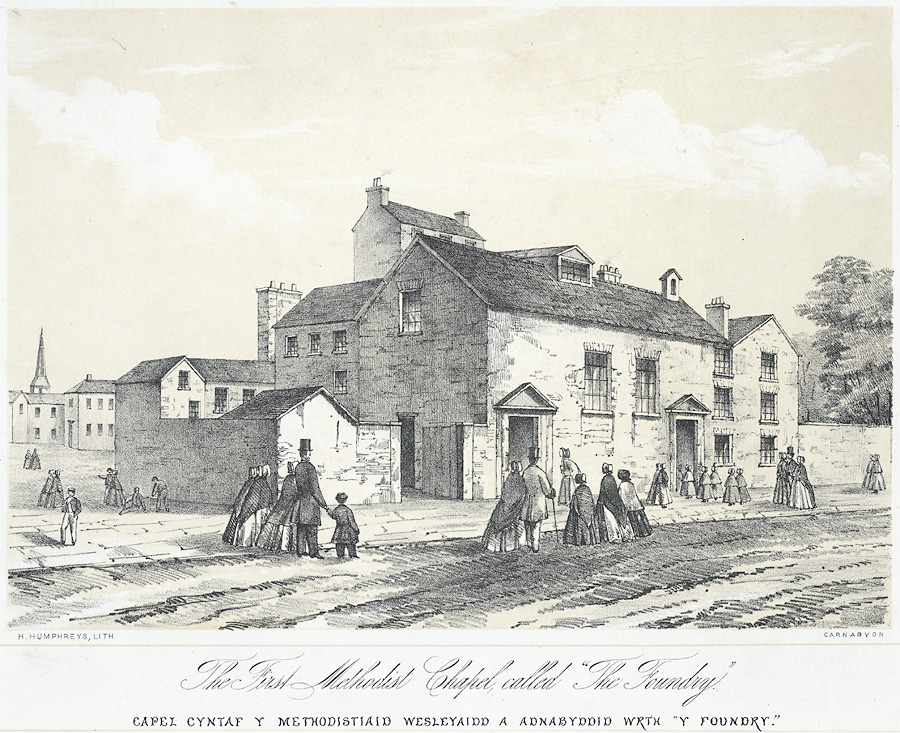
La primera capella metodista, The Foundery, Londres

Inicialment, els metodistes simplement buscaven una reforma dins de l'Església d'Anglaterra (anglicanisme), però el moviment es va anar allunyant gradualment d'aquesta Església. La preferència de George Whitefield per l'oració extemporània en lloc de les formes fixes d'oració del Llibre de l'Oració Comuna, a més de la seva insistència en la necessitat del nou naixement, el va posar en desacord amb el clergat anglicà.
A mesura que les societats metodistes es multiplicaven i els elements d'un sistema eclesiàstic s'adoptaven un darrere l'altre, la bretxa entre John Wesley i l'Església d'Anglaterra es va anar eixamplant gradualment. El 1784, Wesley va respondre a l'escassetat de sacerdots a les colònies americanes a causa de la Guerra de la Independència dels Estats Units ordenant predicadors per a Amèrica amb el poder d'administrar els sagraments. Les accions de Wesley van precipitar la divisió entre els metodistes americans i l'Església d'Anglaterra (que sostenia que només els bisbes podien ordenar persones al ministeri).
Pel que fa a la posició del metodisme dins la cristiandat, «John Wesley va assenyalar una vegada que el que Déu havia aconseguit en el desenvolupament del metodisme no era un simple esforç humà, sinó obra de Déu. Com a tal, seria preservat per Déu mentre la història perdurés». Anomenant-lo «el gran dipòsit» de la fe metodista, Wesley va ensenyar específicament que la propagació de la doctrina de la santificació completa era la raó per la qual Déu va suscitar els metodistes al món. A la llum d'això, els metodistes tradicionalment promouen el lema «Santedat al Senyor».
La influència de Whitefield i Lady Huntingdon a l'Església d'Anglaterra va ser un factor en la fundació de l’Església Lliure d'Anglaterra el 1844. En el moment de la mort de Wesley, hi havia més de 500 predicadors metodistes a les colònies britàniques i als Estats Units. El total de membres de les societats metodistes a Gran Bretanya es va registrar en 56.000 el 1791, augmentant a 360.000 el 1836 i 1.463.000 segons el cens nacional de 1851.
El metodisme primerenc va experimentar una fase radical i espiritual que va permetre a les dones l'autoritat en el lideratge de l'església. El paper de la predicadora va sorgir del sentit que la llar havia de ser un lloc de cura comunitària i havia de fomentar el creixement personal. Les dones metodistes van formar una comunitat que es preocupava pels vulnerables, estenent el paper de la maternitat més enllà de la cura física. Es va animar les dones a testificar la seva fe. Tanmateix, la centralitat del paper de les dones va disminuir dràsticament després de 1790 a mesura que les esglésies metodistes es van estructurar més i es van dominar més pels homes.
El Comitè d'Educació Wesleyan, que va existir des del 1838 fins al 1902, ha documentat la participació de l'Església Metodista en l'educació dels infants. Al principi, la major part dels esforços es van centrar en la creació d'escoles dominicals. Tot i això, el 1836 la Conferència Metodista Britànica va donar la seva benedicció a la creació d'escoles entre setmana.
El metodisme es va estendre per tot l'Imperi Britànic i, principalment a través de la predicació de Whitefield durant el que els historiadors anomenen el Primer Gran Despertar, a l'Amèrica colonial. Tanmateix, després de la mort de Whitefield el 1770, el metodisme americà va entrar en una fase de desenvolupament wesleyana i arminiana més duradora. Els serveis de reavivament i les reunions de campament es van utilitzar per difondre el missatge metodista, i Francis Asbury va afirmar que eren les nostres temporades de collita. Henry Boehm va informar que en una reunió de campament a Dover el 1805, 1100 persones van rebre el Nou Naixement i 600 creients van ser completament santificats. Al voltant de l'època del lideratge de John Swanel Inskip de l’Associació Nacional de Reunions de Campament per a la Promoció de la Santedat Cristiana a mitjans i finals del segle xix, el 80 % dels membres de la Conferència de Geòrgia del Nord de l'Església Episcopal Metodista del Sud van professar estar completament santificats.

## Teologia
Moltes entitats metodistes, com l’Església Metodista Episcopal Africana i l’Església Metodista Unida, basen els seus estàndards doctrinals en els Articles de Religió, l'abreviatura de John Wesley dels Trenta-nou Articles de l'Església d'Anglaterra que va eliminar els seus trets calvinistes. Algunes denominacions metodistes també publiquen catecismes, que resumeixen de manera concisa la doctrina cristiana. Els metodistes generalment accepten el Credo dels Apòstols i el Credo de Nicea com a declaracions de fe cristiana compartida. El metodisme afirma la creença cristiana tradicional en la Deïtat trinitària (Pare, Fill i Esperit Sant), així com la comprensió ortodoxa de la persona de Jesucrist com a Déu encarnat, que és alhora plenament diví i plenament humà. El metodisme també emfatitza les doctrines que indiquen el poder de l’Esperit Sant per enfortir la fe dels creients i transformar les seves vides personals.

El metodisme és àmpliament evangèlic en doctrina i es caracteritza per la teologia wesleyana; John Wesley és estudiat pels metodistes per la seva interpretació de la pràctica i la doctrina de l'església. En essència, la teologia de John Wesley emfatitzava la vida de santedat cristiana: estimar Déu amb tot el cor, la ment, l'ànima i les forces i estimar el proïsme com a un mateix. Una expressió popular de la doctrina metodista es troba als himnes de Charles Wesley. Com que el cant congregacional entusiasta formava part del moviment evangèlic primerenc, la teologia wesleyana va arrelar i es va estendre a través d'aquest canal. Martin V. Clarke, que va documentar la història de la himnòdia metodista, afirma:
| « | Teològicament i doctrinalment, el contingut dels himnes ha estat tradicionalment un vehicle principal per expressar l'èmfasi del metodisme en la salvació per a tothom, la santedat social i el compromís personal, mentre que els himnes particulars i l'acte comunitari de participar en el cant d'himnes han estat elements clau en la vida espiritual dels metodistes. | » |

### Salvació

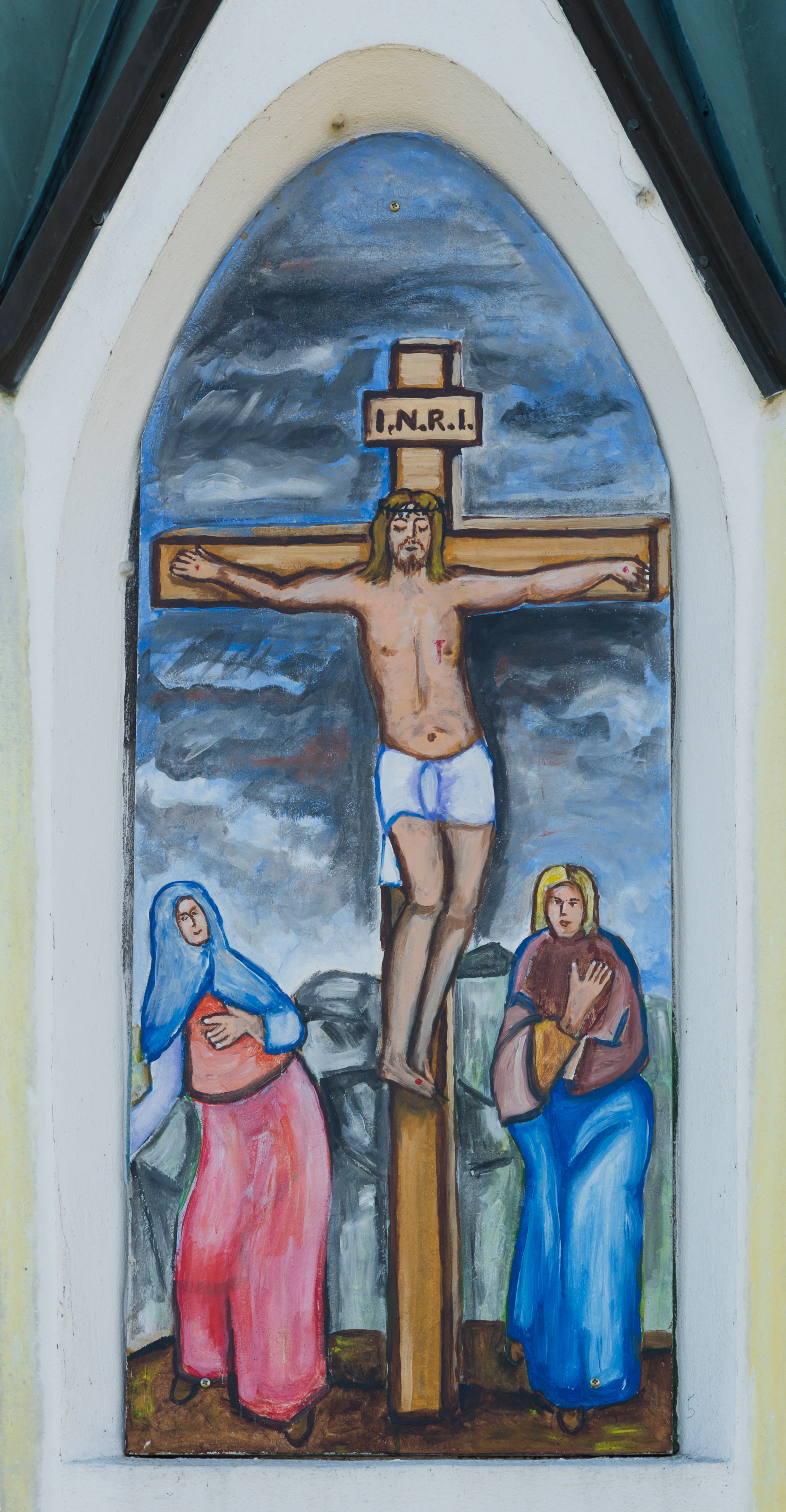
Els metodistes creuen que Jesucrist va morir per tota la humanitat, no per uns pocs: la doctrina de l'expiació il·limitada.

Els metodistes wesleyans s'identifiquen amb la concepció arminiana del lliure albir, en oposició al determinisme teològic de la predestinació absoluta. El metodisme ensenya que la salvació s'inicia quan hom tria respondre a Déu, que acosta l'individu a ell (la doctrina wesleyana de la gràcia prevenent), ensenyant així el sinergisme. Els metodistes interpreten les Escriptures com a ensenyaments que l’obra salvadora de Jesucrist és per a totes les persones (expiació il·limitada), però només efectiva per a aquells que responen i creuen, d'acord amb els principis de la Reforma de sola gratia (només gràcia) i sola fide (només fe). John Wesley va ensenyar quatre punts clau fonamentals del metodisme:
1. Una persona és lliure no només de rebutjar la salvació sinó també d'acceptar-la per un acte de lliure voluntat.
2. Totes les persones que siguin obedients a l'evangeli segons la mesura del coneixement que se'ls hagi donat seran salvades.
3. L'Esperit Sant assegura a un cristià que està justificat per la fe en Jesús (assegurança de fe).[45][46]
4. Els cristians en aquesta vida són capaços de la perfecció cristiana i Déu els mana que la persegueixin.[47]

Després de la primera obra de la gràcia (el nou naixement), la soteriologia metodista emfatitza la importància de la recerca de la santedat en la salvació, un concepte que es resumeix millor en una cita de l'evangelista metodista Phoebe Palmer, que va afirmar que «la justificació hauria acabat amb mi si m'hagués negat a ser sant». Així, per als metodistes, «la veritable fe... no pot subsistir sense obres». La doctrina metodista sosté que la vida cristiana, posterior al Nou Naixement (primera obra de la gràcia), s'ha de caracteritzar per una vida santa, lliure de pecat. El metodisme, que inclou el moviment de la santedat, ensenya així que «la justificació [es fa] condicionada a l'obediència i al progrés en la santificació», emfatitzant «una profunda confiança en Crist no només per arribar a la fe, sinó per romandre en la fe». John Wesley va ensenyar que el compliment de la llei moral continguda en els Deu Manaments, així com participar en les obres de pietat i les obres de misericòrdia, eren «indispensables per a la nostra santificació». En la seva categorització del pecat, la doctrina metodista distingeix entre (1) pecat, pròpiament dit i (2) transgressió involuntària d'una llei divina, coneguda o desconeguda; la primera categoria inclou la transgressió voluntària contra Déu, mentre que la segona categoria inclou malalties (com ara «immaduresa, ignorància, discapacitats físiques, oblit, manca de discerniment i habilitats de comunicació deficients»).
| « | Wesley explica que els nascuts de Déu no pequen habitualment, ja que fer-ho significa que el pecat encara regna, que és una marca d'un no creient. Tampoc el cristià peca voluntàriament, ja que la voluntat del creient ara està fixada en viure per a Crist. A més, afirma que els creients no pequen per desig perquè el cor s'ha transformat completament per desitjar només la voluntat perfecta de Déu. Wesley llavors aborda el pecat per malalties. Com que les malalties no impliquen concurrència de la voluntat, aquestes desviacions, ja sigui en pensament, paraula o obra, no són pecat pròpiament. Per tant, conclou que els nascuts de Déu no cometen pecat, havent estat salvats de tots els seus pecats (II.2, 7). | » |

Això es reflecteix en els Articles de Religió de l’Església Metodista Lliure (èmfasi afegit en cursiva), que utilitzen la redacció de John Wesley:
| « | Les persones justificades, tot i que no cometen pecat exteriorment, són conscients que el pecat encara roman al cor. Senten una tendència natural al mal, una propensió a allunyar-se de Déu i aferrar-se a les coses de la terra. Els que són santificats completament es salven de tot pecat interior, dels mals pensaments i mals temperaments. No queda cap mal humor, cap contrari a l'amor en l'ànima. Tots els seus pensaments, paraules i accions estan governats per l'amor pur. La santificació completa té lloc després de la justificació, i és l'obra de Déu realitzada instantàniament sobre l'ànima consagrada i creient. Després que una ànima és netejada de tot pecat, està plenament preparada per créixer en gràcia. | » |

Els metodistes també creuen en la segona obra de la gràcia – La perfecció cristiana, també coneguda com a santificació completa, que elimina el pecat original, fa que el creient sigui sant i el capacita amb el poder de servir completament a Déu. John Wesley va explicar: «la santificació completa, o perfecció cristiana, no és ni més ni menys que amor pur; l'amor expulsa el pecat i governa tant el cor com la vida d'un fill de Déu. El foc del Refinador purga tot allò que és contrari a l'amor».
Les esglésies metodistes ensenyen que l'apostasia pot tenir lloc per pèrdua de fe o per pecat. Si una persona retrocedeix però més tard decideix tornar a Déu, ha de penedir-se dels pecats i ser completament santificada de nou (la doctrina wesleyana-arminiana de la seguretat condicional).

### Sagraments
Els metodistes sostenen que els sagraments són actes sagrats d'institució divina. El metodisme ha heretat la seva litúrgia de l'anglicanisme, tot i que la teologia wesleyana tendeix a tenir una èmfasi sacramental més forta que la dels anglicans evangèlics.
Igual que la majoria dels protestants, els metodistes reconeixen dos sagraments com a instituïts per Crist: el baptisme i la Sagrada Comunió (també anomenada el Sant Sopar). La majoria de les esglésies metodistes practiquen el baptisme infantil, en previsió d'una resposta que es farà més tard (confirmació), així com el baptisme d'adults creients. El Catecisme per a l'ús del poble anomenat metodistes afirma que «[a la Sagrada Comunió] Jesucrist és present amb el seu poble adorador i es lliura a ells com el seu Senyor i Salvador». A l'Església Metodista Unida, l'explicació de com es manifesta la presència de Crist en els elements (pa i vi) es descriu com un Sant Misteri.
Les esglésies metodistes generalment reconeixen els sagraments com a mitjans de gràcia. John Wesley sostenia que Déu també impartia la gràcia per altres mitjans establerts, com ara l'oració pública i privada, la lectura de les Escriptures, l'estudi i la predicació, el culte públic i el dejuni; aquests constitueixen les obres de pietat. Wesley considerava que els mitjans de gràcia eren «signes externs, paraules o accions... com els canals ordinaris pels quals [Déu] podia transmetre als homes, prevenint [és a dir, preparant], justificant o santificant la gràcia». Específicament, els mitjans metodistes, com ara les reunions de classe, van proporcionar els seus principals exemples d'aquests mitjans prudencials de gràcia.

## Pregària, culte i litúrgia

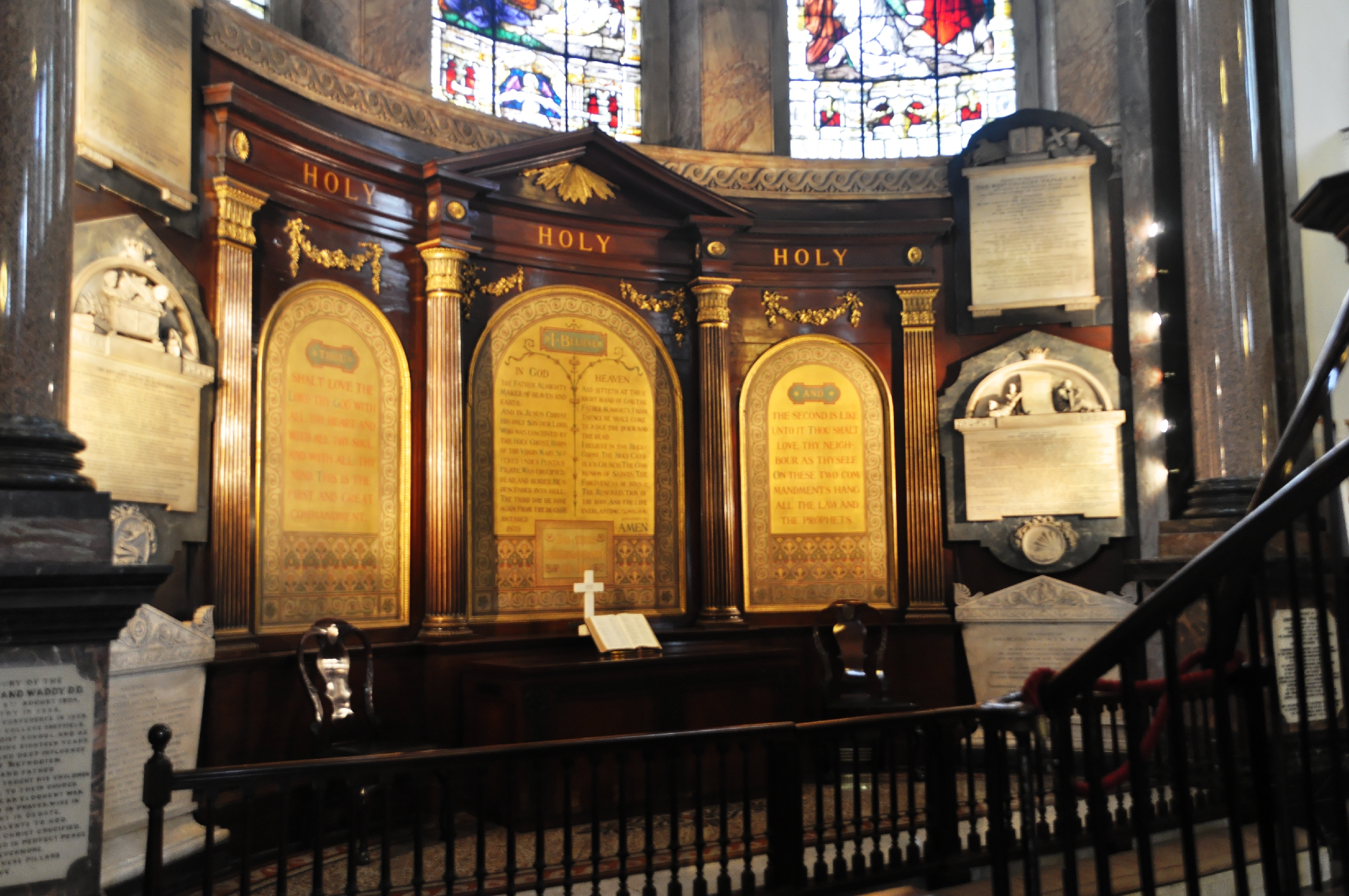
Taula de comunió darrere la barana a la Capella de Wesley, Londres

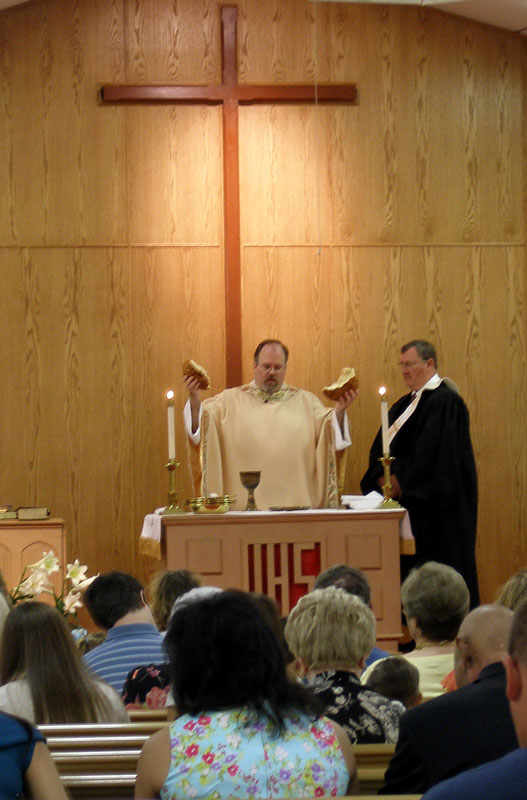
Ministre metodista unit partint el pa durant un servei de comunió

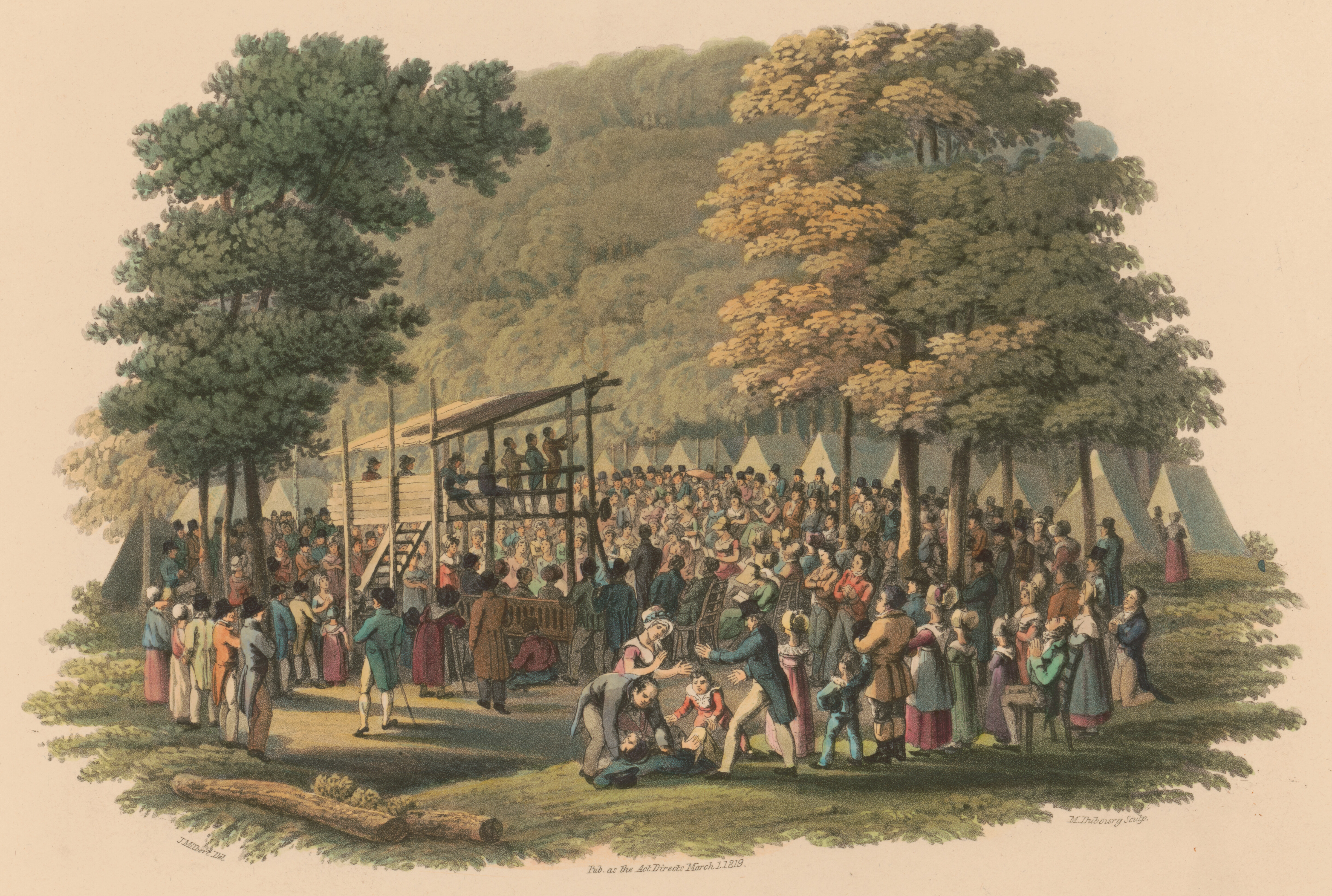
Els predicadors metodistes eren coneguts per promulgar les doctrines del nou naixement i la santificació completa al públic en esdeveniments com ara renaixements de tendes, renaixements de pinzell i reunions de campament, que creuen que és la raó per la qual Déu els va portar a l'existència.